# Eriococcus glanduliferus
Eriococcus glanduliferus är en insektsart som beskrevs av Alfred Serge Balachowsky 1933. Eriococcus glanduliferus ingår i släktet Eriococcus och familjen filtsköldlöss.
Artens utbredningsområde är Frankrike. Inga underarter finns listade i Catalogue of Life.